# Elektronisk fuglerede
Indenfor elektronikken anvendes ordet fuglerede om et kredsløb af elektroniske komponenter, som blot er loddet direkte sammen med hinanden (uden brug af f.eks. en printplade). Resultatet, et virvar af komponenter og sammenloddede tilledninger, er som oftest temmelig "skrøbeligt", hvorfor metoden for det meste bruges til hurtig afprøvning af simple kredsløb.